# Stéphanie Brieussel
Stéphanie Brieussel (née le 29 janvier 1974 à Saint-Denis) est une cavalière française de dressage de haut niveau. Présente en compétition sur les scènes nationale et internationale, elle a notamment obtenu en 2014 le titre de Championne de France avec Amorak et celui de vice-championne de France en 2016, toujours avec Amorak.
Elle est l'épouse de Dominique Brieussel, également cavalier de dressage de haut niveau.